# Marie Gerbrandt
Marie Gerbrandt (* 3. Februar 1861 in Klein Falkenau, Westpreußen; † 1939 in Berlin) war eine deutsche Schriftstellerin und Zeitschriftenchefredakteurin.

## Leben
Der Vater war Mühlenbesitzer in Klein Falkenau an der Weichsel. 1872 zog die Familie nach Marienau. Dort wurde Marie Gerbrandt durch den Dorfschullehrer Lorentz mit Privatunterricht unterstützt, sodass sie das Lehrerinnenexamen in Marienwerder extern bestehen konnte. Danach war sie zwei Jahre als Erzieherin tätig. Seit 1882 unterrichtete sie in Marienau an der Volksschule.
Marie Gerbrandt begann zu schreiben. Ihr erster Roman wurde 1894 durch Vermittlung von Friedrich Spielhagen gedruckt. Danach folgten weitere Werke.
1903 gab sie die Lehrerinnentätigkeit in Marienau wegen gesundheitlicher Einschränkungen auf, gab aber noch zwei Jahre Privatunterricht.
Seit 1905 war Marie Gerbrandt Redakteurin der Kinderseiten der Kieler Neuesten Nachrichten durch Vermittlung ihres Bruders.
Seit 1907 war sie verantwortliche Redakteurin der Frauenzeitschrift Die praktische Berlinerin des Ullstein-Verlages und blieb dies bis mindestens 1921. 1929 leitete sie Das Blatt der Hausfrau im gleichen Verlag.
Marie Gerbrandt veröffentlichte einige Romane und Erzählbände sowie Texte in den Ostdeutschen Monatsheften und weiteren Zeitschriften. Ihre Grundeinstellung zu Frauenthemen war eher konservativ.